# Nuno Gonçalves

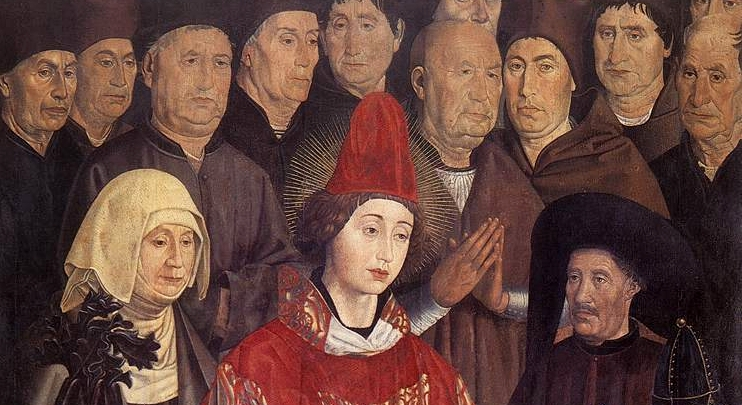
Detail uit het altaarstuk over de heilige Vincentius, ca. 1460

Nuno Gonçalves was een Portugees kunstschilder uit de 15e eeuw. Hij wordt beschouwd als de belangrijkste schilder van die periode in Portugal, hoewel er over zijn leven weinig met zekerheid bekend is en er ook geen eenduidigheid is over de aan hem toegeschreven werken. De stijl van zijn werk is te vergelijken met dat van de Vlaamse Primitieven, zoals Hugo van der Goes en Dirk Bouts.
Gonçalves was werkzaam in de periode van circa 1450 tot 1490. Een document uit 1450 vermeldt dat hij in dat jaar werd benoemd tot hofschilder door Alfons V van Portugal.
Zijn roem is voornamelijk te danken aan een aan hem toegeschreven veelluik bestaande uit zes panelen, gewijd aan de heilige Vincent, de beschermheilige van Lissabon. Het kunstwerk werd in 1882 aangetroffen op de zolder van het Mosteiro de São Vicente de Fora. Het bevindt zich sindsdien in het Museu Nacional de Arte Antiga in de Portugese hoofdstad. Het retabel, waarop zestig personen staan afgebeeld, zou naast de heilige onder andere een zelfportret van de schilder bevatten en een afbeelding van Hendrik de Zeevaarder. De heilige Vincent wordt hier vereerd door de koninklijke familie en de edelen (de twee centrale panelen), de monniken (uiterst linker zijpaneel), de vissers (linker zijpaneel) en de ridders (rechter zijpaneel). Op het uiterst rechter zijpaneel bevinden zich onder meer twee broeders, een bedelaar, een jood en een geestelijke die een relikwie vasthoudt. 